# Gaspar de Carvajal
Gaspar de Carvajal (nacido en Trujillo, España, c. 1500 - † Lima, Perú, 1584) fue un misionero dominico español.

## Biografía

### Expedición por el Río Amazonas
Tras ingresar en la orden dominica en España, marcha a Perú en 1533, dedicándose a la conversión de los indígenas. En 1540, Carvajal se une como capellán a la expedición de Gonzalo Pizarro, gobernador de Quito, en busca del País de la Canela al este de Quito y el Amazonas.
La expedición, en condiciones muy difíciles, pasó los Andes y se internó en la selva amazónica, un territorio inhóspito y desprovisto de provisiones. Gonzalo Pizarro ordena a su segundo al mando, Francisco de Orellana, que con cincuenta hombres (entre los que se encuentra Gaspar de Carvajal) descendiera el río Napo, para buscar el lugar donde ese río desembocara en un río mayor, y volvieran con las provisiones que pudieran encontrar y cargar en el pequeño barco en el que iban (el San Pedro).
Orellana alcanzó la confluencia del Napo y el Trinidad, pero no encontró provisiones. Sin poder volver atrás por la fuerza de la corriente, decide seguir río abajo, hasta llegar a la desembocadura del Amazonas (1542). Carvajal, que es uno de los supervivientes de esta expedición, narra los acontecimientos de la expedición en su obra Relación del nuevo descubrimiento del famoso río Grande que descubrió por muy gran ventura el capitán Francisco de Orellana (partes de la Relación de Carvajal aparecieron en la Historia general y natural de las Indias, de Gonzalo Fernández de Oviedo, escrita en 1542, pero no publicada hasta 1855; la reseña de Oviedo es especialmente valiosa porque combina partes de la Relación de Carvajal con entrevistas a Orellana y algunos de sus hombres). La Relación no fue publicada completa hasta 1895 por el erudito chileno José Toribio Medina. Más tarde, en 1934, fue extensamente revisada por H.C. Heaton. Esta Relación es la causa por la que fray Gaspar de Carvajal ha pasado a la historia.
Los datos de la expedición de Orellana registrados por fray Gaspar de Carvajal proporcionan información de gran interés etnológico, tales como disposición y tamaño de los poblados, ocupación continua a lo largo de las barrancas del río, caminos amplios que comunican el río Amazonas con la tierra firme, tácticas de guerra, rituales, costumbres y utensilios.

### Retorno a Perú
A su regreso al Perú, Carvajal fue elegido subprior del convento de San Rosario en Lima. En este puesto, fue elegido para arbitrar entre el virrey, Blasco Núñez Vela, y los auditores de la Real Audiencia en 1554, pero infructuosamente. Después de la pacificación del Perú, fue enviado por sus superiores como misionero a Tucumán, siendo nombrado protector de los indios en el país.
Trabajó durante años en este territorio, registrándose que convirtió a la mayor parte de los indígenas de la zona. En 1553 fue instituido como prior del convento de Huamanga y provincial de Tucumán. Introdujo varios dominicos en la provincia, con cuya ayuda pudieron fundarse varias reducciones de indios y nueve municipios españoles. Fue elegido provincial del Perú en 1557, dedicando dos años a organizar la provincia y los dos siguientes a visitar las regiones más remotas y fundar nuevos conventos. Hay constancia de una carta de Carvajal al rey informándole de los abusos que con los indios se cometen en las minas del Perú y pidiéndole intervenga en favor de los indios. La actitud de Carvajal está en consonancia con la doctrina de su hermano dominico fray Bartolomé de las Casas.
En 1565 fue elegido representante de su provincia ante la corte española y ante el Papa, pero es probable que no llegara a cruzar el océano.

## Presencia en la cultura popular
La renombrada película de Werner Herzog, Aguirre, la cólera de Dios (1973) hace aparecer a fray Gaspar de Carvajal como capellán y cronista del enloquecido descenso de Lope de Aguirre por el Amazonas. Esta expedición, que tuvo lugar en 1561 (casi veinte años después de la de Orellana), fue la fuente de inspiración de la película, pero ésta incluye situaciones y personajes provenientes de la crónica de Carvajal (esto es, de la expedición de Orellana).

### Versiones de la relación de Carvajal
- Copia manuscrita completa en la Biblioteca Digital Hispánica.
- Descubrimiento del río de las Amazonas en Internet Archive. Edición íntegra de José Toribio Medina, Sevilla, 1894. Está precedida por un estudio erudito y acompañada de una selección de documentos.
- Descubrimiento del río de las Amazonas en Biblioteca Virtual Miguel de Cervantes. Edición íntegra de Juan B. Bueno, Bogotá, 1942. Extraída de la edición de Medina, con prólogo de Luis Augusto Cuervo.
- Gonzalo Fernández de Oviedo transcribió una versión ligeramente distinta de la relación en su obra Historia general y natural de las Indias (1542) en la Tercera Parte, Libro L, Capítulo XXIV. Esta edición fue la primera en aparecer, en el año 1855.
- Versión según la edición y notas de Mª de las Nieves Pinillos Iglesias realizada para Babelia, 2011, (PDF)

### Estudios críticos de la relación
- Las amazonas de Fray Gaspar de Carvajal, por  Ricardo Accurso.
- Fray Gaspar de Carvajal. Ficción y realidad en su obra El descubrimiento del río de las amazonas, por John Campiglio.

- Datos: Q2734489